# Viničné
Viničné este o comună slovacă, aflată în districtul Pezinok din regiunea Bratislava. Localitatea se află la altitudinea de 156 m deasupra n.m., se întinde pe o suprafață de 9,62 km2 și în 2017 număra 2.473 de locuitori.

## Istoric
Localitatea Viničné este atestată documentar din 1425.

## Demografie
| An:                | 1994 | 2004    | 2014    | 2024    |
| ------------------ | ---- | ------- | ------- | ------- |
| Număr de persoane: | 1419 | 1608    | 2249    | 2800    |
| Diferență:         |      | +13,31% | +39,86% | +24,49% |

| An:                | 2023 | 2024 |
| ------------------ | ---- | ---- |
| Număr de persoane: | 2800 | 2800 |
| Diferență:         |      | +0%  |